# 仁獻章聖皇后
亦乞烈妃子（?—?），名寿童，元武宗海山的妃子，元明宗的生母（元宁宗、元顺帝的祖母）。亦乞烈妃子的母亲是安西王忙哥剌的女儿奴兀伦公主。元武宗的皇后真哥没有儿子，武宗死后，他的弟弟元仁宗、侄子元英宗、堂兄泰定帝相继即位，直到1328年，皇位回到了元武宗的儿子元明宗、元文宗兄弟手中。天历二年（1329年），元明宗追册母亲为仁献章圣皇后。

## 延伸阅读
[在维基数据编辑]
 《元史·卷114》，出自宋濂《元史》
 《新元史/卷104》，出自柯劭忞《新元史》